# Eucereon marmoratum
Eucereon marmoratum är en fjärilsart som beskrevs av Butler 1877. Eucereon marmoratum ingår i släktet Eucereon och familjen björnspinnare. Inga underarter finns listade i Catalogue of Life.